# Улица Варвары Степановой
У́лица Варва́ры Степа́новой — запроектированная улица на юге Москвы в Даниловском районе Южного административного округа от набережной Марка Шагала до улицы Архитектора Леонидова.

## Происхождение названия
Улица получила название в марте 2016 года в честь русской советской художницы-авангардистки, дизайнера, представительницы конструктивизма Варвары Степановой (1894—1958). 14 улиц в районе бывшей промышленной зоны завода имени Лихачёва были названы именами известных художников и архитекторов XX века в связи с тем, что на этой территории планировалось создать музей «Эрмитаж-Москва» и открыть кукольный и драматический театры. Параллельная улица получила имя мужа и соратника Варвары Степановой Александра Родченко (1891—1956).

## Описание
По состоянию на апрель 2025 года улица существует только в виде планов — на её месте огороженные пустыри. Трасса улицы начинается от набережной Марка Шагала, проходит на восток, с севера к ней примыкает улица Архитектора Голосова, далее улица Варвары Степановой пересекает улицы Архитектора Щусева, Архитектора Мельникова и бульвар Братьев Весниных и заканчивается на улице Архитектора Леонидова.